# Istorija poljoprivrede
Poljoprivreda se prvi put razvila pre više od 10.000 godina i od vremena prvih kultura prošla kroz značajan razvoj. Dokazi sugerišu kako se u Plodnom polumesecu na Bliskom istoku prvi put sejale i žele biljke koje su pre toga bile prikupljane u divljini. Veruje se da su se slične tehnike nezavisno razvile i u severnoj i južnoj Kini, afričkom Sahelu, Novoj Gvineji te Amerikama. Poljoprivredne tehnike kao navodnjavanje, plodored, đubrivo i pesticidi su se davno razvile, ali su tek u posljednja dva veka zabeležile značajan napredak. Haber-Bošova metoda za sintezu amonijum nitrata, omogućila je da se prinosi različitih poljoprivrednih kultura premaše dotadašnja ograničenja.
U 20. veku je poljoprivredu karakterisala povećana produktivnost, zamena ljudskog rada sa sintetičkim đubrivom i pesticidima, selektivan uzgoj i mehanizacija. Razvoj poljoprivrede u najnovijem dobu je, vezan uz politička pitanja kao što su zagađenje voda, biогорiva, genetski modifikovani organizmi, carinske tarife i poljoprivredne subvencije. U poslednje vreme se u razvijenim zemljama Zapada beleži se sve snažniji pokret za odbacivanje mehanizovane poljoprivrede te „povratak prirodi” u obliku organske poljoprivrede.

### Prvi stočari
Prvi stočari su pripitomljavali divlje životinje, držali ih u krdima i koristili za meso, mleko, kožu i vunu. Za razliku od njih, nomadski stočari neprestano premeštaju svoje životinje u potrazi za novim pašnjacima.
Neolitska revolucija
Nakon mlađeg kamenog doba, oko 8000. p. n. e. u neolitu su ljudi u zapadnoj Aziji počeli uzgajati useve. Na taj način moglo se prehraniti znatno više ljudi nego lovom i skupljanjem plodova.
Navodnjavanje
Drevnim ratarima je za uzgoj useva bila potrebna voda. Reke i sistemi veštački kanala imali su presudnu ulogu u drevnim agrikulturnim civilizacijama Egipta, doline Inda i Kine.

## Tri poljoprivredne revolucije
- Prva poljoprivredna revolucija: predstavlja početak obrade tla, s prvom obradom tla i počecima bilinogojstva počinje smišljeno unošenje „poremećaja” u prirodni sistem.
- Druga poljoprivredna revolucija: predstavlja razdoblje korištenja lemešnog pluga i uvođenje plodoreda, smatra se do danas jedinim uravnoteženim razdobljem u razvitku svetske poljoprivrede.
- Treća poljoprivedna revolucija (hemijska): temelji se na naučno proverenim zahvatima uzgoja bilja i stoke, koristi se velika količina različitih hemijskih sredstava; minimalno je sudelovanje ljudske radne snage.

## Agrarna revolucija
Od 1750. niz velikih promena najavio je eru moderne poljoprivrede. Ključne novine su bile uzgoj na veliko, intezivan uzgoj životinja i poboljšanje poljoprivrednih tehnika kao što je četverogodišnja izmena kulture, a sve su se najpre počele primenjivati u Britaniji.

### Selektivan uzgoj
Robert Bejkvel (1725—1795), peti vojvoda od Bedforda (1765—1802), te ostali britanski uzgajivači tokom agrarne revolucije na svojim su farmama i gazdinstvima primenjivali selektivan uzgoj da bi razvili veće i zdravije životinje, na primer goveda, koze, ovce i ćurke, s većim prinosom mesa i mleka. Kasniji su uzgajivači koristili taj isti sitem kod uzgoja životinja za određene namene. Na primer, bik Camargue uzgajao se samo za borbe.

### Izmena kulture
Tokom agrarne revolucije poljoprivednici su otkrili da ako na parceli iz godine u godinu izmenjuju kulture kao što su repa, detelina, ječam i pšenica, neće morati zemlju ostavljati na ugaru. Korenaste kulture, kao što je repa, obogaćuju tlo pa tako i kvalitet sledeće berbe.

## Srednji vek
Zemljoradnici u srednjevekovnoj Evropi delili su zemljište oko sela u tri polja. Svaka je porodica u svakom polju imala njivu od 12 hektara. Svi su se prdržavali istog trogodišnjeg ciklusa obrade zemlje: svake godine jedno je polje bilo na ugaru (odmaralo se) kako bi se obnovile hranjive materije u tlu, a na preostala dva uzgajao se ječam, zob, raž ili pšenicu.

### Ograđeno tlo
Od početka 16. veka engleski zemljoposednici počeli su da zajedničko zemljište ograđuju ogradama, rovovima ili živicama i da ga pretvaraju u privatno vlasništvo. Tako je kooperativna srednjevekovna obrada zemlje prerasla u sastav privatnog vlasništva, a zemljovlasnici su donosili sve odluke o tome što će uzgajati.

### Čarls Turnip Taunšend
Jedan od preteča agrarne revolucije, vikont Taunšend (1674—1738) napustio je sjajnu političku karijeru i posvetio se poljoprivredi. Popularisao je četverogodišnju izmenu useva i među prvima je počeo da kao đubrivo koristiti smešu gline i krečnјаka. Unapredio je uzgoj repe, kao krmiva kojim se stoka hranila tokom zime i po tom je dobio nadimak „Turnip” (Repa).

## Zelena revolucija
Током 1960-ih dogodila se zelena revolucija. Izumljene su mnoge visokorodne vrste radi povećenja proizvodnje pšenice i riže, posebno u gusto naseljenim zemljama kao što su Indija i Kina. Kritičari su tvrdili da takav proces uništava okolinu zbog prekomerne upotrebe veštački đubriva i kocentrovanja na samo nekoliko vrsta. U novije vreme poljoprivednici ponovo otkrivaju tradicionalne metode uzgoja i korištenja organskih đubriva i pesticida.

### Nove poljoprivredne mašine
Mašine kao što je vršalica, koju je 1786. konstruirao škotski izumitelj Endru Mikl olakšali su ukupan rad i povećeli produktivnost. Vršalice, koje su odvajale zrno od slame, postale su delotvornije nakon 1850. kad su radnici na farmama priključili parne mašine, koji su ih pokretali.

## Literatura

### Pregledi
- Civitello, Linda (29. 3. 2011). Cuisine and Culture: A History of Food and People. John Wiley & Sons. ISBN 978-0470403716.
- Federico, Giovanni (2005). Feeding the World: An Economic History of Agriculture 1800–2000. Princeton University Press. highly quantitative
- Grew, Raymond. Food in Global History Архивирано на веб-сајту  (4. јун 2011) (1999)
- Heiser, Charles B (1990). Seed to Civilization: The Story of Food. W.H. Freeman.
- Herr, Richard, ed (1993). Themes in Rural History of the Western World. Iowa State University Press.
- Mazoyer, Marcel, and Laurence Roudart (2006). A History of World Agriculture: From the Neolithic Age to the Current Crisis. Monthly Review Press. Marxist perspective
- Prentice, E. Parmalee. Hunger and history: the influence of hunger on human history (Harper, 1939)
- Tauger, Mark (2008). Agriculture in World History. Routledge.

### Premoderna poljoprireda
- Bakels, C.C. The Western European Loess Belt: Agrarian History, 5300 BC – AD 1000 (Springer, 2009)
- Barker, Graeme, and Candice Goucher, eds (2015). The Cambridge World History: Volume 2, A World with Agriculture, 12000 BCE–500 CE. Cambridge University Press.
- Bowman, Alan K. and Rogan, Eugene, eds (1999). Agriculture in Egypt: From Pharaonic to Modern Times. Oxford University Press.
- Cohen, M.N (1977). The Food Crisis in Prehistory: Overpopulation and the Origins of Agriculture. Yale University Press.
- Crummey, Donald and Stewart, C.C., eds. Modes of Production in Africa: The Precolonial Era (Sagem 1981)
- Diamond, Jared (1997). Guns, Germs, and Steel. W.W. Norton.
- Duncan-Jones, Richard (1982). Economy of the Roman Empire. Cambridge University Press.
- Habib, Irfan (2013). Agrarian System of Mughal India (3rd изд.). Oxford University Press.
- Harris, D.R., ed. The Origins and Spread of Agriculture and Pastoralism in Eurasia, (Routledge, 1996)
- Isager, Signe and Jens Erik Skydsgaard (1995). Ancient Greek Agriculture: An Introduction. Routledge.
- Lee, Mabel Ping-hua (1921). The Economic History of China: With Special Reference to Agriculture. Columbia University.
- Murray, Jacqueline (1970). The First European Agriculture. Edinburgh University Press.
- Oka, H-I (2012). Origin of Cultivated Rice. Elsevier.
- Price, T.D. and A. Gebauer, eds. Last Hunters – First Farmers: New Perspectives on the Prehistoric Transition to Agriculture (1995)
- Srivastava, Vinod Chandra, ed. History of Agriculture in India (5 vols., 2014). From 2000 BC to present.
- Stevens, C.E. (1971). „Agriculture and Rural Life in the Later Roman Empire”. Cambridge Economic History of Europe, Vol. I, The Agrarian Life of the Middle Ages. Cambridge University Press.
- Teall, John L. (1959). „The grain supply of the Byzantine Empire, 330–1025”. Dumbarton Oaks Papers. 13: 87—139. JSTOR 1291130. doi:10.2307/1291130.
- Yasuda, Y., ed. The Origins of Pottery and Agriculture (SAB, 2003)

### Moderna poljoprireda
- Collingham, E.M. The Taste of War: World War Two and the Battle for Food (Penguin, 2012)
- Kerridge, Eric (1969). „The Agricultural Revolution Reconsidered”. Agricultural History. 43 (4): 463—476. JSTOR 4617724., in Britain, 1750–1850
- Ludden, David, ed (1999). New Cambridge History of India: An Agrarian History of South Asia. Cambridge. Архивирано из оригинала 04. 06. 2011. г. Приступљено 15. 12. 2018..
- McNeill, William H. (1999). „How the Potato Changed the World's History”. Social Research. 66 (1): 67—83. JSTOR 40971302. PMID 22416329.
- Mintz, Sidney (1986). Sweetness and Power: The Place of Sugar in Modern History. Penguin.
- Reader, John (2008). Propitious Esculent: The Potato in World History. Heinemann. a standard scholarly history
- Salaman, Redcliffe N (2010). The History and Social Influence of the Potato,. Cambridge.

### Evropa
- Ambrosoli, Mauro (1997). The Wild and the Sown: Botany and Agriculture in Western Europe, 1350–1850. Cambridge University Press.
- Brassley, Paul, Yves Segers, and Leen Van Molle, eds (2012). War, Agriculture, and Food: Rural Europe from the 1930s to the 1950s. Routledge.
- Brown, Jonathan (1987). Agriculture in England: A Survey of Farming, 1870–1947. Manchester University Press.
- Clark, Gregory (2007). „The long march of history: Farm wages, population, and economic growth, England 1209–1869” (PDF). Economic History Review. 60 (1): 97—135. S2CID 154325999. doi:10.1111/j.1468-0289.2006.00358.x.
- Dovring, Folke, ed (1965). Land and labor in Europe in the twentieth century: a comparative survey of recent agrarian history. Springer.
- Gras, Norman (1925). A history of agriculture in Europe and America. Crofts.
- Harvey, Nigel (1980). The Industrial Archaeology of Farming in England and Wales. HarperCollins.
- Hoffman, Philip T (1996). Growth in a Traditional Society: The French Countryside, 1450–1815. Princeton University Press.
- Hoyle, Richard W. (2013). The Farmer in England, 1650–1980. Taylor & Francis. ISBN 9781138272255.
- Kussmaul, Ann (1990). A General View of the Rural Economy of England, 1538–1840. Cambridge University Press.
- Langdon, John (1986). Horses, Oxen and Technological Innovation: The Use of Draught Animals in English Farming from 1066 to 1500. Cambridge University Press.
- McNeill, William H. (1948). „The Introduction of the Potato into Ireland”. Journal of Modern History. 21 (3): 218—221. JSTOR 1876068. S2CID 145099646. doi:10.1086/237272.
- Moon, David (2014). The Plough that Broke the Steppes: Agriculture and Environment on Russia's Grasslands, 1700–1914. Oxford University Press.
- Slicher van Bath, B.H. The agrarian history of Western Europe, AD 500–1850 (Edward Arnold, reprint, 1963)
- Thirsk, Joan;  . The Agrarian History of England and Wales. Cambridge University Press. (8 vols., 1978)
- Williamson, Tom (2002). Transformation of Rural England: Farming and the Landscape 1700–1870. Liverpool University Press.
- Zweiniger-Bargielowska, Ina, Rachel Duffett, and Alain Drouard, eds (2011). Food and war in twentieth century Europe. Ashgate.

### Severna Amerika
- Cochrane, Willard W (1993). The Development of American Agriculture: A Historical Analysis. University of Minnesota P.
- Fite, Gilbert C. (1983). „American Farmers: The New Minority”. Annals of Iowa. 46 (7): 553—555. doi:10.17077/0003-4827.8923. Архивирано из оригинала 03. 10. 2017. г. Приступљено 15. 12. 2018.
- Gras, Norman (1925). A history of agriculture in Europe and America. F.S. Crofts.
- Gray, L.C. History of agriculture in the southern United States to 1860 (P. Smith, 1933) Volume I online; Volume 2
- Hart, John Fraser (2004). The Changing Scale of American Agriculture. University of Virginia Press.
- Hurt, R. Douglas (2002). American Agriculture: A Brief History. Purdue University Press.
- Mundlak, Yair (2005). „Economic Growth: Lessons from Two Centuries of American Agriculture”. Journal of Economic Literature. 43 (4): 989—1024. doi:10.1257/002205105775362005.
- O'Sullivan, Robin. American Organic: A Cultural History of Farming, Gardening, Shopping, and Eating. University Press of Kansas. 2015.
- Rasmussen, Wayne D., ed (1960). Readings in the history of American agriculture. University of Illinois Press.
- Robert, Joseph C (1949). The story of tobacco in America. University of North Carolina Press.
- Russell, Howard (1981). A Long Deep Furrow: Three Centuries of Farming In New England. UP of New England.
- Russell, Peter A (2012). How Agriculture Made Canada: Farming in the Nineteenth Century. McGill-Queen's UP.
- Schafer, Joseph. The social history of American agriculture (Da Capo, 1970 [1936])
- Schlebecker John T (1972). Whereby we thrive: A history of American farming, 1607–1972. Iowa State University Press.
- Weeden, William Babcock (1891). Economic and Social History of New England, 1620-1789. Houghton, Mifflin.